# MILNET
Das MILNET (Abkürzung für englisch Military Network; deutsch Militärisches Netzwerk) war ein militärisches Kommunikationsnetz der US-Streitkräfte.

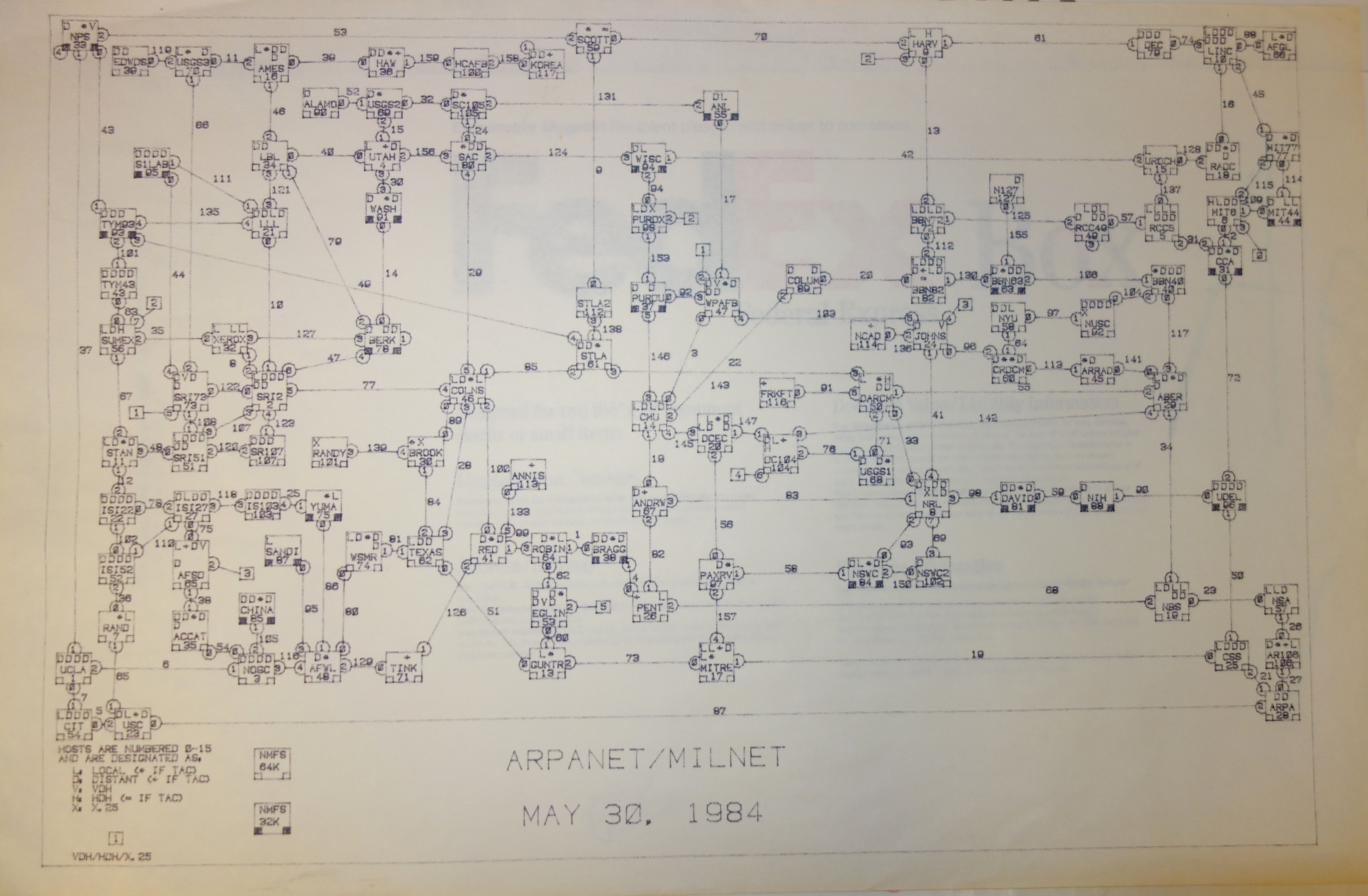
Arpanet und MilNet (Stand 30. Mai 1984)

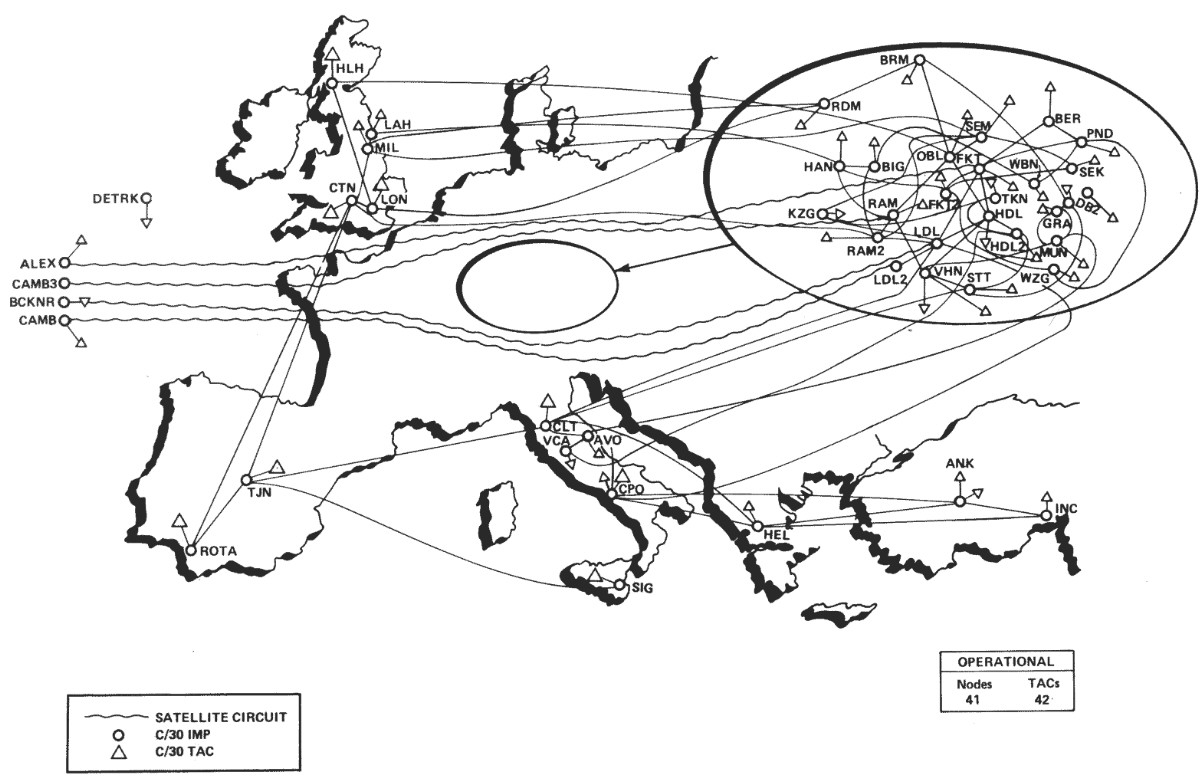
Das MilNet in Europa

## Beschreibung
Es entstand 1983 aus dem ARPANET. Das ARPANET war ursprünglich ein gemeinsames Projekt von wissenschaftlichen und militärischen Einrichtungen. Ab 1983 wurde dies aus Sicherheitsgründen zweigeteilt in das militärische MILNET und das nun wissenschaftliche ARPANET, aus dem sich später das Internet entwickelte. In der Übergangsphase waren beide Netze durch Gateways miteinander verbunden.
Im Laufe der 1980er Jahre wurde das MILNET zum Defense Data Network erweitert, einem weltweiten System diverser militärischer Netzwerke mit verschiedenen Sicherheitsstufen. In den 1990er Jahren wurde aus dem MILNET das NIPRNet.